# 秃发羌奴
秃发羌奴（?—?），南凉宗室，河西鲜卑人，是南凉开国国王秃发乌孤的儿子。
399年，秃发乌孤死后，秃发羌奴年幼，王位传给了秃发乌孤的弟弟秃发利鹿孤。派记室监麹梁明聘问北凉段业。段业问：“贵主先王创业启运，功高先世，宜为国之太祖，有子何以不立？” 麹梁明说：“有子羌奴，王弟即位是先王之命。”段业说：“昔日周成王弱龄，周公召公作宰；汉昭帝八岁，金日磾、霍光夹辅。虽嗣子冲幼，而二叔休明，左提右挈，不亦可乎？”麹梁明说：“宋宣公能以国让，为《春秋》赞美；孙伯符委事孙仲谋，终开孙吴之业。且兄终弟及，殷汤之制也，亦圣人之格言，万代之通式，何必胤已为是，绍兄为非。”段业赞扬了他。